# Douglas Coupland
Douglas Coupland (født 30. december 1961) er en canadisk forfatter. Ud over at skrive romaner, non-fiktion og noveller har Coupland også skabt anerkendte værker inden for design og visuel kunst, som egentlig er det, han er uddannet inden for. Hans første roman fra 1991 Generation X fik international anerkendelse og var med til at udbrede begreber som McJob og Generation X. Han har siden udgivet yderligere 13 romaner, en novellesamling, syv non-fiktion bøger og en række dramatiske værker og manuskripter til film og tv. Coupland er blevet beskrevet som "... måske nutidens mest begavede fortolker af nordamerikanske massekultur" og "en af de store satirikere af forbrugerismen". Et særligt træk ved Couplands romaner er deres syntese af udviklingsromaner, der portrætterer karakterer, der er viklet grundigt ind populærkulturen. Han blev født på en canadisk militærbase i Tyskland, men flyttede i 1965 til Canada.

### Skønlitteratur
- 1991 – Generation X
- 1992 – Shampoo planet
- 1994 – Livet efter Gud (noveller)
- 1995 – Mikroslaver
- 1998 – Kæreste i koma
- 2000 – Miss Wyoming
- 2001 – Alle familier er psykotiske
- 2001 – God Hates Japan
- 2003 – Hej Nostradamus!
- 2004 – Eleanor Rigby
- 2006 – jPod
- 2007 – Tyggegummityven
- 2009 – Generation A
- 2010 – Player One

### Nonfiktion
- 1996 – Polaroider fra De Døde
- 1998 – Lara's Book: Lara Croft and the Tomb Raider phenomenon
- 2000 – City of Glass (updateret version 2010)
- 2002 – Souvenir of Canada
- 2002 – School Spirit
- 2004 – Souvenir of Canada 2
- 2005 – Terry
- 2009 – Extraordinary Canadians: Marshall McLuhan

### Drama and manuskripter
- 1996 – Douglas Coupland: Close Personal Friend
- 2004 – September 10
- 2005 – Inside the Light
- 2005 – Souvenir of Canada
- 2007 – Everything's Gone Green
- 2008 – jPod (TV serie)
- 2009 – All Families Are Psychotic